# Михайлов, Борис Евгеньевич
Борис Евгеньевич Михайлов (1908, Санкт-Петербург — 2 июля 1942, Севастополь, Крымская АССР) — советский военнослужащий. Полковой комиссар. Во время Великой Отечественной войны участвовал в обороне Севастополя. Член ВКП(б) с 1930 года.

## Биография
Родился в 1908 году в Санкт-Петербурге. Русский по национальности. Учился в школе фабрично-заводского ученичества. Работал токарем. С 1930 года член ВКП(б). В 1930 году был направлен в числе 25 тысяч рабочих заниматься организацией колхозов. В 1931 году стал курсантом Ленинградской военно-политической школы имени Энгельса.
С 1933 года — политработник в Военно-воздушных сила Тихоокеанского флота. В 1938 году Михайлов назначен военкомом авиационного полка. Самостоятельно научился летать на самолёте. В апреле 1941 года переведён на Балтийских флот.
Во время Великой Отечественной войны Михайлов в феврале 1942 года назначен военком 2-й морской авиабригады ВВС Военно-воздушных сил Черноморского флота. Участник обороны Севастополя. С мая 1942 года — военком 3-й особой авиационной группы ВВС ЧФ, объединившей все имевшиеся к тому моменту авиационные силы осаждённого города. Под конец обороны города стал руководителем группы на аэродроме «Херсонесский маяк». Погиб в бою 2 июля 1942 года. Похоронен в братской могиле на аэродроме.
Посмертно награждён орденом Красного Знамени и орденом Ленина. Со 2 июля 1963 года имя Бориса Михайлова носит улица в Гагаринском районе Севастополя.

## Награды
- Орден Красного Знамени[2]
- Орден Ленина[1]